# Guatteria oliviformis
Guatteria oliviformis este o specie de plante angiosperme din genul Guatteria, familia Annonaceae, descrisă de John Donnell Smith. Conform Catalogue of Life specia Guatteria oliviformis nu are subspecii cunoscute.